# Карамбаван
Карамбаван је насеље у Махараштри у Индији. Налази се у Округу Ратнагири који је близу реке Вашишти.
Према попису из 2011, број становника је 1.563.